# Chalus (Puy-de-Dôme)
Chalus è un comune francese di 187 abitanti situato nel dipartimento del Puy-de-Dôme nella regione dell'Alvernia-Rodano-Alpi.

## Società

### Evoluzione demografica
Abitanti censiti